# Xue Haifeng
Xue Haifeng, född 13 januari 1980 i Cabcal, är en kinesisk idrottare som tog brons i bågskytte vid olympiska sommarspelen 2008. Xue tillhör sibe-folket i Xinjiang.

## Olympiska meriter

### Olympiska sommarspelen 2008
| Namn                             | Gren         | Rankingrunda | Rankingrunda | 32-delsfinal              | 16-delsfinal     | 8-delsfinal                  | Kvartsfinal            | Semifinal              | Final                 | Final            |
| Namn                             | Gren         | Poäng        | Seed         | Resultat                  | Resultat         | Resultat                     | Resultat               | Resultat               | Resultat              | Plats            |
| -------------------------------- | ------------ | ------------ | ------------ | ------------------------- | ---------------- | ---------------------------- | ---------------------- | ---------------------- | --------------------- | ---------------- |
| Xue Haifeng                      | Individuellt | 663          | 18           | Lyon (CAN) (47) L 106-111 | Gick inte vidare | Gick inte vidare             | Gick inte vidare       | Gick inte vidare       | Gick inte vidare      | Gick inte vidare |
| Xue Haifeng Jiang Lin Li Wenquan | Lag          | 1941         | 12           | N/A                       | N/A              | Storbritannien (5) W 214-210 | Ryssland (4) W 217-209 | Sydkorea (1) L 221-218 | Ukraina (2) W 222-219 | Bronze           |